# Work Work
A Work Work a nigériai Dr. Alban kislemeze, mely először 2003-ban jelent meg, albumra azonban 2007-ben került. A dalt 2008-ban ismét kiadták maxi cd-n. A dal Svédországban 13.,[forrás?] míg Finnországban a 19. helyig jutott.[forrás?]

## Tracklista
CD Single promo
1. "Work Work" - 3:05
2. "Work Work" (instrumental) - 3:05

CD Single 2008
1. "Work Work" (radio edit) - 3:09
2. "Work Work" (afrika recall remix) - 2:55
3. "Work Work" (moods power remix) - 3:49

## Külső hivatkozások
- A dal videóklipje[3]
- Dal szövegek[4]